# رود نگلینایا
رود نگلینایا (روسی: Неглинная؛ IPA: [nʲɪˈɡlʲin:əjə]) یک رودخانه در استان مسکو کشور روسیه است.